# ブラウン神父
ブラウン神父（ブラウンしんぷ、Father Brown）は、G・K・チェスタトン（ギルバート・ケイス・チェスタートン）による推理小説「ブラウン神父」シリーズに登場する架空の人物。
イギリス、サセックス教区のカトリック司祭にして、アマチュア探偵。世界三大探偵に挙げる者もいる。53作の短編に登場する。

## 人物
容姿は、丸顔で眼鏡を掛け、短躯でよく蝙蝠傘を持っている。ファーストネームは不詳だが、「アポロの眼」の回でナレーションで正式名は「J・ブラウン師（原文 the Reverend J. Brown）」と言われている。親族に関しては「世の中で一番重い罪」にて「身内はあまりいないがエリザベス・フェイン（通称ベティー）という姪が居り、彼女の母親がブラウン神父の妹で、彼女の嫁ぎ先の地主（神父の義弟）はすでに死亡している」といった趣旨が冒頭で説明されている。
その推理法は鋭い洞察力による直感に頼るものが多く、美学的な観察による推理もある。この系統の探偵としてH・C・ベイリーのレジナルド・フォーチュンが挙げられる。竹内靖雄はブラウン神父の推理について、証拠から帰納的に考えるのではなく、「『犯人はXである』という仮説を立てて、証拠に合う仮説を選ぶ」という意味で演繹法に近い推理法であると述べている。なお、劇中の本人は事件の真相を見抜くコツを聞かれた際「自分が犯人になりきる」と答えている（「ブラウン神父の秘密」）。
本編中の時系列が不明瞭なことが多いので経歴や年齢（生年）などははっきりしないが、初登場の「青い十字架」ではエセックスからロンドンで開かれる聖体大会に向かおうとしている神父で、これ以前に「ハートルプールで副司祭を勤めていた」と本人が言っている。年齢は冗談を言われている可能性もあるが「紫の鬘」で「もう百年は生きているだろうと思われる」と新聞記者に言われている。
サセックス教区にいたのは初期の話で、ロンドンの教会や南米の教区へ異動になったこともある。貧しく、ときには犯罪に手を染める人々もいる教区が多い。また「機械のあやまち」の回の20年前にはシカゴの刑務所礼拝堂付神父であったことがあるが、「天の矢」の回の冒頭では「初めてアメリカに降り立った」としている（両方ともフランボウがすでに改心して探偵になっていることが冒頭で明記）。犯罪者から窃盗や詐欺などの犯行手口を告解により聞き取っている為、さまざまな犯行手口に通じている。
なお、作者のチェスタトンは『自叙伝（Autobiography）』で「計算してみると私は少なくとも53の人殺しを犯して、罪を隠すための50もの死体の隠匿に関係している勘定になった」とシリーズについて言っているが、実際にはブラウン神父はそこまで頻繁に殺人事件には出くわしていない。
時系列で最初期の三つの短編で宿敵関係にあったフランス人の大怪盗フランボウ（ディロック）とは、その後改心を経て無二の親友となり、特に前半作品では大男の彼との凸凹コンビが数多く描かれているが、第4短編集『ブラウン神父の秘密』ではフランボウがスペインに引退してしまっているところから話が始まり、これ以後のフランボウとの話（「とけない問題」）は回想による時系列をさかのぼった物語となっている。
チェスタートン自身はブラウン神父のモデルが、旧知のジョン・オコナー神父であると明かしている（ただ知的な性格のモデルであって外見は全く違うという）。

## 登場作品一覧
訳題は基本的に創元推理文庫版（中村保男訳）に拠る。
- 『ブラウン神父の童心』（The Innocence of Father Brown, 1911年[注 3]）
  - 青い十字架（英語版） （The Blue Cross）『ストーリーテラー』1910年9月号[8]
  - 秘密の庭 （The Secret Garden）『ストーリーテラー』1910年10月号[8]
  - 奇妙な足音 （The Queer Feet）『ストーリーテラー』1910年11月号[8]
  - 飛ぶ星 （The Flying Stars）『キャッセル』1911年6月号[8]
  - 見えない男 （The Invisible Man）『キャッセル』1911年2月号[8]
  - イズレイル・ガウの誉れ （The Honour of Israel Gow）『キャッセル』1911年4月号[8]
  - 狂った形 （The Wrong Shape）『ストーリーテラー』1911年1月号[8]
  - サラディン公の罪 （The Sins of Prince Saradine）『キャッセル』1911年5月号[8]
  - 神の鉄槌(てっつい)（英語版） （The Hammer of God）『ストーリーテラー』1910年12月号[8]
  - アポロの眼 （The Eye of Apollo）『キャッセル』1911年3月号[8]
  - 折れた剣 （The Sign of the Broken Sword）『ストーリーテラー』1911年2月号[8]
  - 三つの兇器 （The Three Tools of Death）『キャッセル』1911年7月号[8]
- 『ブラウン神父の知恵』（The Wisdom of Father Brown, 1914年）
  - グラス氏の失踪（The Absence of Mr Glass）『マクルアーズ』1912年11月号[9]
  - 泥棒天国（The Paradise of Thieves）『マクルアーズ』1913年5月号[9]
  - ヒルシュ博士の決闘（The Duel of Dr Hirsch）『ポールモール』1914年8月号[9]
  - 通路の人影（The Man in the Passage）『マクルアーズ』1913年4月号[9]
  - 機械のあやまち（The Mistake of the Machine）『ポールモール』1913年10月号[9]
  - シーザーの頭（The Head of Caesar）『ポールモール』1913年6月号[9]
  - 紫の鬘（The Purple Wig）『ポールモール』1913年5月号[9]
  - ペンドラゴン一族の滅亡（The Perishing of the Pendragons）『ポールモール』1914年6月号[9]、1914年に単独で単行本化[10]
  - 銅鑼の神（The God of the Gongs）『ポールモール』1914年9月号[9]
  - クレイ大佐のサラダ（The Salad of Colonel Cray）『ポールモール』1914年7月号[9]
  - ジョン・ブルノワの珍犯罪（The Strange Crime of John Boulnois）『マクルアーズ』1913年2月号[9]
  - ブラウン神父のお伽噺（The Fairy Tale of Father Brown）単行本化時に書き下ろし[9]
- 『ブラウン神父の不信』（The Incredulity of Father Brown, 1926年）
  - ブラウン神父の復活（The Resurrection of Father Brown）単行本化時に書き下ろし[11]
  - 天の矢（The Arrow of Heaven）『ナッシュ』1925年7月号[11]
  - 犬のお告げ（The Oracle of the Dog）『ナッシュ』1923年12月号[11]
  - ムーン・クレサントの奇跡（The Miracle of Moon Crescent）『ナッシュ』1924年5月号[11]
  - 金の十字架の呪い（The Curse of the Golden Cross）『ナッシュ』1925年5月号[11]
  - 翼ある剣（The Dagger with Wings）『ナッシュ』1924年2月号[11]
  - ダーナウェイ家の呪い（The Doom of the Darnaways）『ナッシュ』1925年6月号[11]
  - ギデオン・ワイズの亡霊（The Ghost of Gideon Wise）『キャッセル』1926年4月号[11]
- 『ブラウン神父の秘密』（The Secret of Father Brown, 1927年）
  - ブラウン神父の秘密（The Secret of Father Brown）単行本化時に書き下ろし[12]
  - 大法律家の鏡（The Mirror of the Magistrate）『ハーパー』1925年3月号[12]
  - 顎ひげの二つある男（The Man With Two Beards）『ハーパー』1925年4月号[12]
  - 飛び魚の歌（The Song of the Flying Fish）『ハーパー』1925年6月号[12]
  - 俳優とアリバイ（The Actor and the Alibi）『キャッセル』『ハーパー』1926年3月号[12]
  - ヴォードリーの失踪（The Vanishing of Vaudrey）『ストーリーテラー』『ハーパー』1927年1月号[12]
  - 世の中で一番重い罪（The Worst Crime in the World ）『ハーパー』1925年10月号[12]
  - メルーの赤い月（The Red Moon of Meru）『ハーパー』1927年3月号[12]
  - マーン城の喪主（The Chief Mourner of Marne）『ハーパー』1925年5月号[12]
  - フランボウの秘密（The Secret of Flambeau）単行本化時に書き下ろし[12]
- 『ブラウン神父の醜聞』（The Scandal of Father Brown, 1935年）
  - ブラウン神父の醜聞（The Scandal of Father Brown）『ストーリーテラー』1933年11月号[13]
  - 手早いやつ（The Quick One）『サタデー・イブニング・ポスト』1933年11月25日号[13]
  - 古書の呪い（The Blast of the Book）『ストーリーテラー』1933年10月号[13]
  - 緑の人（The Green Man）『レディース・ホーム・ジャーナル』1930年11月号[13]
  - ブルー氏の追跡（The Pursuit of Mr Blue）『ストーリーテラー』1934年6月号[13]
  - 共産主義者の犯罪（The Crime of the Communist）『コリアーズ』1934年7月14日号[13]
  - ピンの意味（The Point of a Pin）『サタデー・イブニング・ポスト』1932年9月17日号[13]
  - とけない問題（The Insoluble Problem）『ストーリーテラー』1935年3月号[13]
  - 村の吸血鬼（The Vampire of the Village）『ストランド』1936年8月号[13]

（『村の吸血鬼』は『ブラウン神父の醜聞』単行本出版より後に発表されているが、これは初期の『醜聞』単行本では収録されておらず、1947年に単発で私家版が出された後、1953年の『The Father Brown Stories』に収録され、以後は『醜聞』の新版に収録されるようになった。）
- 未収録短編
  - ドニントン事件（The Donnington Affair）作者生前中は未単行本化、1987年のマリー・スミス編『Thirteen Detectives: Classic Mystery Stories by the Creator of Father Brown』に初収録[10][注 4]
  - ミダスの仮面（The Mask of Midas）作者生前未発表、1991年にゲイア・ハスネス編の同名の書誌で発表[10][注 5]

## 主な邦訳
ブラウン神父譚は戦前に『新青年』などに浅野玄府、西田政治などによって訳されているが、英語版単行本通りに纏まって邦訳されたのは、早川書房のポケットブックスに収録されている村崎敏郎訳が最初である。
ここでは、煩わしくなるのでアンソロジーや雑誌に掲載されたものは省き、また推理小説全集や文庫のブラウン神父の傑作集のようなものも省いた。
なお、東京創元社（創元推理文庫）の福田恒存・中村保男訳は実質的には中村保男訳らしく後の版では中村単独名義に改められている。
- The Innocence of Father Brown
  - 「ブラウン神父の無知」村崎敏郎訳、ハヤカワ・ポケット・ブックス201、1955
  - 「ブラウン神父の純智」橋本福夫訳、新潮文庫、1959
  - 「ブラウン神父の童心」福田恒存・中村保男訳、創元推理文庫、1959　⇒　（改版）中村保男訳　
  - 「ブラウン神父の無心」南條竹則・坂本あおい訳、ちくま文庫
  - 「ブラウン神父の無垢なる事件簿」田口俊樹訳、ハヤカワ・ミステリ文庫
- The Wisdom of Father Brown
  - 「ブラウン神父の智慧」村崎敏郎訳、ハヤカワ・ポケット・ブックス202、1955
  - 「ブラウン神父の知恵」福田恒存・中村保男訳、創元推理文庫、1960　⇒　（改版）中村保男訳
  - 「ブラウン神父の知恵」橋口稔訳、新潮文庫、1960
  - 「ブラウン神父の知恵」南條竹則・坂本あおい訳、ちくま文庫
- The Incredulity of Father Brown
  - 「ブラウン神父の懐疑」村崎敏郎訳、ハヤカワ・ポケット・ブックス203、1956
  - 「ブラウン神父の不信」福田恒存・中村保男訳、創元推理文庫、1959　⇒　（改版）中村保男訳
  - 「ブラウン神父の懐疑」橋口稔訳、新潮文庫、1960
- The Secret of Father Brown
  - 「ブラウン神父の秘密」村崎敏郎訳、ハヤカワ・ポケット・ブックス204、1957
  - 「ブラウン神父の秘密」福田恒存・中村保男訳、創元推理文庫、1961　⇒　（改版）中村保男訳
  - 「ブラウン神父の秘密」橋口稔訳、新潮文庫、1964
- The Scandal of Father Brown
  - 「ブラウン神父の醜聞」村崎敏郎訳、ハヤカワ・ポケット・ブックス205、1957
  - 「ブラウン神父の醜聞」福田恒存・中村保男訳、創元推理文庫、1961　⇒　（改版）中村保男訳
  - 「ブラウン神父の醜聞」橋口稔訳、新潮文庫　（予告のみで刊行はされていない）

## 映像作品

### 映画
1934年にウォルター・コノリー主演の映画 Father Brown,Detective が制作された。この作品は「青い十字架」を下敷きにしたものである。
1954年にアレック・ギネス主演で Father Brown が制作された （米国では The Detective として公開）。本作も「青い十字架」を下敷きとしている。
1960年代の西ドイツでは Das schwarze Schaf（1960年）、Er kann's nicht lassen（1962年）の2本の映画が制作され、ハインツ・リューマンがブラウン神父を演じた。

### テレビドラマ
1966年から1972年にかけて、西ドイツでテレビドラマ Pater Brown が放送され、オーストリア出身の Josef Meinrad がブラウン神父を演じた。チェスタトンのプロットに忠実な作品である。
1970年から1971年にかけて、イタリアではRAIによってミニシリーズ I racconti di padre Brown が放送された。Renato Rascel がブラウン神父を、Arnoldo Foà がフランボウを演じた。本作の人気は高く、最大時には1200万人の視聴者を得たという。
1974年から、イギリスの放送局ITV制作で、ケネス・モア主演の Father Brown が全13話放送されている。
1979年にはアメリカでバーナード・ヒューズ主演のテレビ映画「ブラウン神父・恐怖のステージ」 Sanctuary of Fear が制作された。舞台をニューヨーク・マンハッタンに移している。シリーズ化を視野にパイロット版として制作されたものであったが、アメリカ化・近代化されたブラウン神父のキャラクターや、陳腐なスリラーの筋書きにより、視聴者の評判はふるわなかった。
1987年にはイタリアのRAIによりテレビ映画 Sei delitti per padre Brown が制作・放送された（ヴィットリオ・デ・システィ監督）。主演はイギリスのEmrys James。
2003年より、ドイツではブラウン神父のキャタクターを下敷きに翻案作品のPfarrer Braun が制作され、ドイツ公共放送連盟 (ARD) で放送された。舞台はドイツに移され、Ottfried Fischer 演じる「グイド・ブラウン神父」はバイエルン州出身とされた。1960年代の映画版（ハインツ・リューマン主演）で音楽を担当した Martin Böttcher が、本作でも音楽を担当した。本シリーズは22のエピソードが放送され、2014年3月20日に放映された第22話は主人公の死でシリーズを締めくくった。
2013年より、BBCで Father Brown を放送された。主演はマーク・ウィリアムズで、背景は1950年代の農村部に設定された。シリーズ1（全10話）の第1話は、1974年版ドラマ第1話と同様「神の鉄槌」であった。同シリーズは2023年1月にシリーズ10が放送され現在も継続中。日本ではAXNミステリーにて「ブラウン神父」の題名で、GYAO!にて「ブラウン神父の事件簿」の題名で、それぞれ放送・配信されている。